# 17233 Stanshapiro
17233 Stanshapiro (2000 DU58) là một tiểu hành tinh vành đai chính được phát hiện ngày 29 tháng 2 năm 2000 bởi nhóm nghiên cứu tiểu hành tinh gần Trái Đất phòng thí nghiệm Lincoln ở Socorro. Tênd for Stanley Shapiro, the teacher-advisor of several Intel Science Talent Search finalists from Midwood High School ở Brooklyn College.